# HD 190056
HD 190056 är en dubbelstjärna belägen i den mellersta delen av stjärnbilden Skytten. Den har en skenbar magnitud av ca 4,99 och är svagt synlig för blotta ögat där ljusföroreningar ej förekommer. Baserat på parallaxmätning inom Hipparcosuppdraget på ca 11,2 mas, beräknas den befinna sig på ett avstånd på ca 291 ljusår (ca 89 parsek) från solen. Den rör sig närmare solen med en heliocentrisk radialhastighet på ca -12 km/s.

## Egenskaper
Primärstjärnan HD 190056 A är en orange till gul jättestjärna av spektralklass K1 III. Den har en massa som är ca 1,5 solmassor, en radie som är ca 19 solradier och har ca 121 gånger solens utstrålning av energi från dess fotosfär vid en effektiv temperatur av ca 4 500 K.
HD 190056  är en misstänkt variabel och dubbelstjärna med följeslagaren HD 190056 B av magnitud 12,7 och separerad med 54,4 bågsekunder från primärstjärnan.